# Bリーグクラブライセンス
B.LEAGUEクラブライセンス は公益社団法人ジャパン・プロフェッショナル・バスケットボールリーグが主幹する日本のプロバスケットボールトップリーグであるB.LEAGUEへの参加資格として、B.LEAGUE参加クラブに取得が義務づけられているライセンスのことである。有効期間は1年間で、毎年審査更新される。審査は「B.LEAGUE理事会」が行う。B1リーグ、B2リーグのそれぞれにB1ライセンス、B2ライセンスが定められている。本項では、一般社団法人ジャパン・バスケットボールリーグが主幹する日本の男子セミプロバスケットボールリーグ「B3リーグ」への参加資格として取得が義務づけられるB3クラブライセンス についても記す。

## 概要
クラブライセンス制度の導入はBリーグ発足に向けたタスクフォースにおいて設置が決められた。チェアマンの大河正明がJリーグ時代に導入したJリーグクラブライセンス制度に倣ったものであるが、「バスケットボール界全体の安定的・持続的な成長と発展に寄与すること」を目的としており、「クラブを取り締まり、排除することではない」と明言されている。
Bリーグ規約第11条に基づき定められたクラブライセンス交付規則に基づき、「競技基準」「施設基準」「人事・組織体制基準」「法務基準」「財務基準」の5分野40項目の基準が設けられており、それぞれの基準が「A基準」（充足が必須の項目）「B基準」（充足していない場合に制裁・改善要求事項を科す可能性がある項目）「C基準」（判定内容に影響を与えないが、将来的に引き上げられる可能性のある基準）の3等級に区分される。各クラブは「A基準」のすべてを充足した上で「B基準」「C基準」をできる限り充足させる必要がある。
Jリーグのクラブライセンス制度はリーグと独立した審査機関が審査を行っていたが、Bリーグの場合はBリーグ理事会がライセンス審査を行うことになっている。なお、チェアマンがライセンスマネージャーを任命した上で、ライセンス事務局とライセンス諮問会を設置して具体的な審査にあたることになる。
このライセンスは2シーズン目の2017-18シーズンから交付する。有効期間は1年間で、毎年11月に申請する。B1ライセンスとB2ライセンスに分けられる。
B3リーグに参入する場合にはB3リーグ公式試合参加資格の申請をしなければならない。

## 交付結果

### 凡例
- 2018-19シーズン以後、「」が付いたクラブは前年より上位の当該ライセンスを交付されたクラブ
- 2018-19シーズン以後、「」が付いたクラブは前年の上位ライセンスを喪失したクラブ

### 2017-18シーズン
3月1日の理事会で1次交付が決まり、4月5日の理事会で2次交付が決まった。2016-17シーズンのB1クラブには全てB1ライセンスが交付されたが、B2クラブの内、東京EXはホームアリーナ要件を充足できず、鹿児島は財務の売上高基準、資金繰り基準を充足できず ライセンス不交付となり、成績に関わらずこの2クラブは2017-18シーズンはB3リーグ等に降格となる。準加盟の3クラブには全てB2ライセンスが交付された。
- B1ライセンス (26クラブ) - 北海道、仙台、秋田、栃木、千葉、A東京、SR渋谷、川崎、横浜、新潟、富山、三遠、三河、名古屋D、京都、滋賀、大阪、琉球（以上交付時B1所属）、山形、福島、茨城、群馬、西宮、広島、島根、熊本（以上B2所属）
- B2ライセンス (11クラブ) - 青森、岩手、東京Z、信州、FE名古屋、奈良、愛媛、香川（以上B2所属）、埼玉、金沢、福岡（以上準加盟）
- ライセンス不交付 (2クラブ) - 東京EX、鹿児島（いずれもB2所属）

このうち改善が必要なクラブは20クラブだった。書類の提出が8クラブ、指導の受講が6クラブで、両方の改善が必要だったクラブは6クラブだった。
- 改善を要求されたクラブとその内容
  - トイレ不足 - 秋田、SR渋谷、福島、群馬、熊本
  - 照度不足 - 京都、琉球、山形、西宮
  - 資金繰り・予算 - 山形、福島、茨城、群馬、西宮、島根、広島、香川、熊本、埼玉、金沢、福岡
  - 債務超過の解消 - 北海道
  - 改修計画の明確化 - 群馬
  - ガバナンス - 香川
  - その他軽微な事項 - 横浜、新潟、名古屋D、熊本

### 2018-19シーズン

#### 2018-19シーズンB1・B2ライセンス
3月14日の理事会で1次交付が決まり、4月4日の理事会で2次交付が決まった。B1・B2ライセンスを申請したのは38クラブ（前年から1クラブ減）で、新たに東京八王子トレインズが申請を行っている。このほか、鹿児島レブナイズは申請を見送り、東京エクセレンスは申請を行ったが後に取り下げている。
申請した38クラブ全てにライセンスが交付されたが、福島と群馬の2クラブが前年度のB1ライセンスを喪失しB2ライセンスにとどまった。B1ライセンスは新たに取得した福岡を含め、25クラブが取得。一方のB2ライセンスは準加盟の八王子を含む13クラブに交付されることとなった。
- B1ライセンス (25クラブ) - 北海道、栃木、千葉、A東京、SR渋谷、川崎、横浜、新潟、富山、三遠、三河、名古屋D、滋賀、京都、大阪、西宮、島根、琉球（以上交付時B1所属）、仙台、秋田、山形、茨城、広島、熊本、福岡（以上B2所属）
- B2ライセンス (13クラブ) - 青森、岩手、福島、群馬、東京Z、金沢、信州、FE名古屋、奈良、香川、愛媛（以上B2所属）、埼玉、八王子(以上準加盟)

#### 2018-19シーズンB3ライセンス
3月8日のB3リーグ理事会で1次交付が、4月5日の同理事会で2次交付が、4月10日の同理事会で3次交付が、4月11日の同理事会で4次交付が、6月7日の同理事会で5次交付がそれぞれ決まった。
準加盟の岐阜を含む申請した10クラブ全てにライセンスが交付された。
- B3ライセンス交付判定 (10クラブ) - 埼玉、大塚商会、東京海上日動、東京CR、八王子、東京EX、アイシンAW、岐阜、豊田合成、鹿児島

### 2019-20シーズン

#### 2019-20シーズンB1・B2ライセンス
3月12日の理事会で1次交付が決まり、4月5日の同理事会で2次交付が決まり、4月30日の理事会で全てのライセンス交付の結果が決定した。B1・B2ライセンスを申請したのは40クラブ（前年から2クラブ増）で、新たに越谷アルファーズが申請を行っている。このほか、鹿児島レブナイズは申請を行ったが後に取り下げている。
申請した40クラブのうち、西宮が前年度のB1ライセンスを喪失しB2ライセンスとなった。さらに、B1ライセンスだった福岡が6月末の決算期までに1億8千万円の資金ショートに陥る可能性があるため第2回判定でB1ライセンスを喪失、4月29日までに資金確保のめどが立たなければライセンスが停止する停止条件付きのB2ライセンスが交付され、4月30日に資金の目処がだったので正式にB2ライセンスが交付された。また、B2ライセンスだった金沢は3期連続の赤字となりB2ライセンスを剥奪された。B1ライセンスは前年から2チーム減の23クラブに交付。一方のB2ライセンスは前述の福岡や準加盟の4チームを含む16クラブに交付されることとなった。
- B1ライセンス (23クラブ) - 北海道、秋田、栃木、千葉、A東京、SR渋谷、川崎、横浜、新潟、富山、三遠、三河、名古屋D、滋賀、京都、大阪、琉球（以上交付時B1所属）、仙台、山形、茨城、島根、広島、熊本（以上B2所属）
- B2ライセンス (16クラブ) - 福岡（B1所属）、青森、福島、群馬、東京Z、八王子、信州、FE名古屋、西宮、奈良、香川、愛媛（以上B2所属）、岩手、埼玉、越谷、東京EX(以上B3所属・準加盟)
- ライセンス不交付 (1クラブ) - 金沢（B2所属）

#### 2019-20シーズンB3公式試合参加資格
3月6日のB3リーグ理事会で1次交付が決まり、4月11日のB3リーグ理事会で2次交付が決まった。
B2ライセンスが交付された岩手、埼玉、越谷、東京EXの4チーム、新たに準加盟した静岡、岡山、佐賀の3チームを含む12クラブに参加資格が交付された。なお、前年までB3リーグに参加していた東京海上日動は、自主的に地域リーグへ降格することを表明したため、この年以後は同ライセンス申請を行っていない。
一方で3期連続の赤字でB2ライセンスを剥奪された金沢はB3入会審査を行い、継続審議となったが運営会社の経営状況の毎月の確認や、経営基盤強化の為の対応等を受け入れることを条件にB3ライセンスが交付された。
- B3リーグ公式試合参加資格　合格 (13クラブ) - 岩手（B2ライセンス所有）、埼玉（B2ライセンス所有）、越谷（B2ライセンス所有）、東京EX（B2ライセンス所有）、東京CR、金沢、岐阜、アイシンAW、豊田合成、静岡、岡山、佐賀、鹿児島

### 2020-21シーズン

#### 2020-21シーズンB1・B2ライセンス
4月24日開催の理事会において、2020-21シーズンB.LEAGUEクラブライセンス交付について、下記の通り決定した。なお東京エクセレンスはB2昇格条件としていたアリーナ計画がなくなったためB2ライセンス交付されないこととなった。
- B1ライセンス (24クラブ) - 北海道、秋田、栃木、千葉、A東京、SR渋谷、川崎、横浜、新潟、富山、三遠、三河、名古屋D、滋賀、京都、大阪、島根、琉球（以上交付時B1所属）仙台、茨城、群馬、信州、広島、熊本（以上B2所属）
- B2ライセンス (15クラブ) - 青森、山形、福島、越谷、東京Z、FE名古屋、西宮、奈良、香川、愛媛、福岡（以上B2所属）、岩手、埼玉、岡山、佐賀(以上B3所属・準加盟)

ベルテックス静岡と鹿児島レブナイズはライセンス申請を撤回している。

#### 2020-21シーズンB3公式試合参加資格
4月27日のB3リーグ理事会で1次交付が決まった。
- B3リーグ公式試合参加資格　合格 (11クラブ) - 岩手（B2ライセンス所有）、埼玉（B2ライセンス所有）、東京EX、八王子、金沢、岐阜、アイシンAW、豊田合成、静岡、岡山（B2ライセンス所有）、鹿児島

東京サンレーヴスは2019-20シーズン限りでB3リーグを脱会となった。

### 2021-22シーズン

#### 2021-22シーズンB1・B2ライセンス
4月28日開催の理事会において、2021-22シーズンB.LEAGUEクラブライセンス交付について、下記の通り決定した。
- B1ライセンス (28クラブ) - 北海道、秋田、宇都宮、千葉、A東京、SR渋谷、川崎、横浜、新潟、富山、信州、三遠、三河、名古屋D、滋賀、京都、大阪、島根、広島、琉球（以上交付時B1所属）仙台、福島、茨城、群馬、西宮、福岡、佐賀、熊本（以上B2所属）
- B2ライセンス (14クラブ) - 青森、山形、越谷、東京Z、FE名古屋、奈良、香川、愛媛（以上B2所属）、岩手、埼玉、東京EX(2021-22シーズンより横浜EX)、静岡、岡山、鹿児島(以上B3所属・準加盟)

#### 2021-22シーズンB3公式試合参加資格
4月14日のB3リーグ理事会で2021-22シーズンB3リーグ公式試合参加資格を審議し、下記の通りに決まった。
- B3リーグ公式試合参加資格　合格 (15クラブ) - 岩手（B2ライセンス所有）、埼玉（B2ライセンス所有）、八王子、東京EX（B2ライセンス所有）、金沢、岐阜、静岡（B2ライセンス所有）、アイシンAW、豊田合成、岡山（B2ライセンス所有）、鹿児島（B2ライセンス所有）、A千葉、東京CR（2021-22より品川）、山口、長崎

### 2022-23シーズン

#### 2022-23シーズンB1・B2ライセンス
4月12日開催の理事会において、2022-23シーズンB.LEAGUEクラブライセンス交付について、下記の通り決定した。
- B1ライセンス (32クラブ) - 北海道、秋田、茨城、宇都宮、群馬、千葉、A東京、SR渋谷、川崎、横浜、新潟、富山、信州、三遠、三河、名古屋D、滋賀、京都、大阪、島根、広島、琉球（以上交付時B1所属）仙台、山形、福島、越谷、FE名古屋、西宮、香川、福岡、佐賀、熊本（以上B2所属）
- B2ライセンス (13クラブ) - 青森、東京Z、奈良、愛媛（以上B2所属）、岩手、埼玉、A千葉、横浜EX、岐阜、静岡、岡山、長崎、鹿児島(以上B3所属・準加盟)

#### 2022-23シーズンB3公式試合参加資格
4月25日のB3リーグ理事会で2021-22シーズンB3リーグ公式試合参加資格を審議し、下記の通りに決まった。
- B3リーグ公式試合参加資格　合格 (18クラブ) - 岩手（B2ライセンス所有）、埼玉（B2ライセンス所有）、A千葉（B2ライセンス所有）、品川、八王子、横浜EX（B2ライセンス所有）、金沢、岐阜（B2ライセンス所有）、静岡（B2ライセンス所有）、豊田合成、岡山（B2ライセンス所有）、山口、長崎（B2ライセンス所有）、鹿児島（B2ライセンス所有）、東京U、立川、三重、湘南

アイシン アレイオンズは2021-22シーズンをもって活動休止（事実上廃部）となったため退会となった。

### 2023-24シーズン

#### 2023-24シーズンB1・B2ライセンス
4月11日開催の理事会において、2023-24シーズンB.LEAGUEクラブライセンス交付について、下記の通り決定した。
- B1ライセンス (31クラブ) - 北海道、仙台、秋田、茨城、宇都宮、群馬、千葉J、A東京、SR渋谷、川崎、横浜BC、富山、信州、三遠、三河、FE名古屋、名古屋D、滋賀、京都、大阪、島根、広島、琉球（以上交付時B1所属）福島、越谷、A千葉、西宮、福岡、佐賀、長崎、熊本（以上B2所属）
- B2ライセンス (17クラブ) - 新潟（以上交付時B1所属）青森、山形、東京Z、奈良、香川、愛媛（以上B2所属）岩手、埼玉、立川、八王子、横浜EX、岐阜、静岡、岡山、山口、鹿児島(以上B3所属・準加盟)

新潟について当初、B1クラブライセンスを交付したが、その後10百万円程度の会計処理に関する誤りがあると指摘があり、これを考慮すると約7.5百万円の実質債務超過の状態であると判断。公平性の観点から、監査意見を尊重し判定を行うことが適切であると判断し、B1ラインセンスの基準を満たさない状態となり、B1ライセンスからB2ライセンスへの交付の見直しを行った。

#### 2023-24シーズンB3公式試合参加資格
4月13日のB3リーグ理事会で2023-24シーズンB3リーグ公式試合参加資格を審議し、下記の通りに決まった。4月20日のB3リーグ理事会で2023-24シーズンB3リーグ新規加入希望の2チームの参入も決まった。
- B3リーグ公式試合参加資格　合格（18クラブ） - 岩手（B2ライセンス所有）、埼玉（B2ライセンス所有）、東京U、品川、立川（B2ライセンス所有）、八王子（B2ライセンス所有）、横浜EX（B2ライセンス所有）、湘南、金沢、岐阜（B2ライセンス所有）、静岡（B2ライセンス所有）、豊田合成、三重、岡山（B2ライセンス所有）、山口（B2ライセンス所有）、鹿児島（B2ライセンス所有）、福井、徳島

### 2024-25シーズン

#### 2024-25シーズンB1・B2ライセンス
4月23日開催の理事会において、2024-25シーズンB.LEAGUEクラブライセンス交付について、下記の通り決定した。
- B1ライセンス (31クラブ) - 北海道、仙台、秋田、茨城、宇都宮、群馬、千葉J、A東京、SR渋谷、川崎、横浜BC、富山、信州、三遠、三河、FE名古屋、名古屋D、京都、大阪、島根、広島、佐賀、長崎、琉球（以上B1所属）福島、越谷、A千葉、滋賀、神戸、福岡、熊本（以上B2所属）
- B2ライセンス (18クラブ) - 青森、岩手、山形、新潟、静岡、奈良、愛媛（以上B2所属）埼玉、東京U、立川、横浜EX、福井、岐阜、岡山、山口、徳島、香川、鹿児島(以上B3所属・準加盟)

昨シーズンB2ライセンスを交付された八王子（B3所属・準加盟）は申請を取り下げた。また東京Zについて当初、B2ライセンスを交付していたが、2023年度の決算で債務超過が解消できない見込みで当該年度決算において債務超過を解消するのは困難であると判断したため、2024-25シーズンB2クラブライセンスを取り消した。

#### 2024-25シーズンB3公式試合参加資格
4月11日のB3リーグ理事会で2024-25シーズンB3リーグ公式試合参加資格を審議し、下記の通りに決まった。
- B3リーグ公式試合参加資格　合格（15クラブ） - 埼玉（B2ライセンス所有）、東京U（B2ライセンス所有）、品川、立川（B2ライセンス所有）、八王子、横浜EX（B2ライセンス所有）、湘南、福井（B2ライセンス所有）、岐阜（B2ライセンス所有）、三重、岡山（B2ライセンス所有）、山口（B2ライセンス所有）、徳島（B2ライセンス所有）、香川（B2ライセンス所有）、鹿児島（B2ライセンス所有）
- 条件付き合格（2クラブ）
  - 金沢（財務要件について不確定要素があり、改善が必要なため。財務基盤の強化 / 売上の拡大 /ガバナンスの強化）
  - 東京Z（財務要件について不確定要素があり、改善が必要なため）[40]

豊田合成は2023-24シーズンをもって退会となった。

### 2025-26シーズン

#### 2025-26シーズンB1・B2ライセンス
4月15日開催の理事会において、2025-26シーズンB.LEAGUEクラブライセンス交付について、下記の通り決定した。
- B1ライセンス (34クラブ) - 北海道、仙台、秋田、茨城、宇都宮、群馬、越谷、千葉J、A東京、SR渋谷、川崎、横浜BC、三遠、三河、FE名古屋、名古屋D、滋賀、京都、大阪、島根、広島、佐賀、長崎、琉球（以上B1所属）福島、A千葉、富山、福井、信州、静岡、神戸、福岡、熊本、鹿児島（以上B2所属）
- B2ライセンス (15クラブ) - 青森、山形、奈良、愛媛（以上B2所属）岩手、埼玉、東京U、立川、横浜EX、新潟、岐阜、岡山、山口、徳島、香川(以上B3所属・準加盟)

#### 2025-26シーズンB3公式試合参加資格
2025年4月17日のB3リーグ理事会で2025-26シーズンB3リーグ公式試合参加資格を審議し、下記の通りに決まった。
- B3リーグ公式試合参加資格　合格（17クラブ） - 岩手（B2ライセンス所有）、埼玉（B2ライセンス所有）、東京U（B2ライセンス所有）、品川、東京Z、立川（B2ライセンス所有）、八王子、横浜EX（B2ライセンス所有）、湘南、新潟（B2ライセンス所有）、金沢、岐阜（B2ライセンス所有）、三重、岡山（B2ライセンス所有）、山口（B2ライセンス所有）、徳島（B2ライセンス所有）、香川（B2ライセンス所有）

## 2026-27シーズン以後のライセンス基準
Bリーグでは2026-27年度シーズン以後、単年度の成績面での昇降格制度を廃止し、クラブの事業規模などを考慮したライセンスを発給することを将来構想として発表した。
- 新B1ライセンス
  - 収容人員5000人以上の体育館を保有し、年間109日以上の日程を確保すること
  - 1試合平均入場者4000人以上できていること
  - 売上高基準12億円以上であること
- 新B2ライセンス
  - 収容人員3000人以上の体育館を保有すること
  - 1試合平均入場者2400人以上できていること
  - 売上高基準4億円以上であること
- 新B3ライセンス
  - 収容人員3000人以上の体育館を保有すること
  - 売上高基準2億円以上であること

（1試合平均入場者数は査定しない）
体育館は座席数のほか、座面の幅、スィートルーム（来賓席）、車いす席の規定、音響設備などスペックを指定した基準が多数あり、新B1は新B1基準、新B2は現在のB1基準、新B3も現在のB2基準に沿ったスペックを適用する。

新Bリーグへの再編は、2022-23年度と2023-24年度の2年間のシーズンの競技成績や財務状況などを総合的に査定したうえで、2024年11月をめどに、新B1ライセンスは最低10-最大18クラブを対象にライセンスを発給するクラブを発表する予定としており、新B1ライセンスの基準を満たすクラブが10未満である場合は、新リーグ移行を延期するとしている。また2022-23年度現在ではプロ・アマ混在型で行われているB3についても完全プロ化となる。
また、新B1は参加チームの上限を設けない「エクスパンション（チーム数拡大）型」のリーグ戦を目指すとしており、最初の2026-27シーズンは上限最大18を想定しているが、以後はB1基準を満たすクラブに対して順次参加できるようにする。基本的な考えとして、
- 新B1=「地域・日本を代表して、世界を伍する"輝く"リーグ」
- 新B2=「地域と根差し、世界と戦う準備をするリーグ」
- 新B3=「プロ水準のリーグ」

を持っており、B1は世界基準の競技力、アリーナエンターテインメント、地域活性の中心、世界規模のビジネスのグローバル化や経営力を持つこと、B2は地域での普及や地域活性化・社会的課題の解決ができ、B1への挑戦準備ができていること、B3は安定した経営ができるプロクラブを作り、クラブのビジネスの基礎を築き、いつでもB1・B2へ昇格できる経営力をつけることを求めている